# نیژنیه لکاندی
نیژنیه لکاندی (به لاتین: Nizhniye Lekandy) یک منطقهٔ مسکونی در روسیه است که در باشقیرستان واقع شده‌است.